# Свети Стефан (кула)
Средновековната романска кула на Свети Стефан (на итал. Torre di Santo Stefano) е единственото останало свидетелство за едно от най-старите места за поклонение в района на Ивреа, Северна Италия, и е романската емблема на града.
Тя се е намирала до романска църква и е принадлежала към комплекса на абатството на бенедиктинските монаси, основан през 1044 г. по инициатива на епископ Енрико. В средата на 11 век бенедиктинците се ползват от доста дарения от страна на властта и имат юрисдикция над цялата област извън стените. Абатството процъфтява до 1451 г., когато папа Николай V позволява на херцог Лудвиг Савойски да определя ползватели на благата на абатството. То е преостъпено на фамилия Фереро от Биела и в продължение на един век комплексът запада.
За разлика от другите сгради на абатството камбанарията не е разрушена, с изключение на островърхия ѝ покрив, премахнат през 1854 г. През 1558 г. френският маршал Брисак, губернатор на Пиемонт, разпорежда разрушаването на църквата и други околни сгради заради защитата на града откъм реката, но тя по-късно е възстановена от бенедиктинците.
Между 1747 и 1757 г. оцелелите сгради, с изключение на камбанарията, са продадени на граф Карл Франциск Балдасар Перон, който ги разрушава, за да разшири парка на Палат Перон. През 1802 г. игуменът на абатството – Гаспар Амадей Сан Мартино дела Торе решава да преобрази оцелялата плевня към камбанарията в църква, но тя е разрушена през 1898 г., за да се разшири Градският парк.
Камбарията е реставрирана в края на 20 век и понякога е отворена за посещения.